# Alastor antigae
Alastor antigae é uma espécie de insetos himenópteros, mais especificamente de vespas pertencente à família Vespidae.
A autoridade científica da espécie é Buysson, tendo sido descrita no ano de 1903.
Trata-se de uma espécie presente no território português.